# وسکس‌خزنده
وسکس‌خزنده‌ها (نام علمی: Wesserpeton evansae) نام یک گونه از تیرۀ آلبان‌خزندگان و راستۀ دگردم‌داران است.